# Plànol de Teixeira
El Mantua Carpetatorum sive Matritum Urbs Regia (Madrid Ciutat Règia), més conegut com el plànol de Teixeira, completat en 1656, fou realitzat per Pedro Teixeira Albernaz (Lisboa, c. 1595 — Madrid, 1662), cartògraf portuguès que va treballar per encàrrec de Felip IV.

## El mapa de Madrid
Felip IV encarrega a Teixeira un nou plànol. Aquest, que va ser gravat a Anvers en 1656 es pot considerar el més important dels realitzats, pel detallismo amb què representa, en perspectiva cavallera, els carrers i cases de Madrid, incloent detalls com a façanes i cobertes. Ramón Mesonero Romanos, cronista de Madrid, el descriu a "El Antiguo Madrid":
| « | "La minuciositat i exactitud del dibuix són tals que deixen poc que desitjar, no solament quant a la demostració del gir i disposició dels carrers, sinó en l'alçat de les façanes i topografia interior dels edificis, podent jutjar de la consciència amb què va ser fet aquell preciós treball pels varis públics i particulars que encara s'observen en el mateix estat en què els representa el plànol, amb la mateixa repartició de la seva planta, amb el mateix nombre de pisos, portes i finestres, i la mateixa forma general del seu ornat arquitectònic". | » |

En el plànol, Texeira representa 18 esglésies, 55 convents i 14 hospitals i col·legis religiosos.
Aquest plànol va servir de model per a altres posteriors. Igualment, va ser emprat per Juan de Dios Hernández i Jesús Rey Francisco per a la construcció de la seva maqueta que es conserva en el Museu d'Història de Madrid.

## Dades tècniques
El plànol està realitzat en perspectiva cavallera, de sud a nord. Està gravat en 20 planxes de 45x56 cm cadascuna, mesurant 2,850x1,800 metres, i té una escala d'1:1.800.

## Imatges
|  |  |  |